# Kim Hwa-sun
Kim Hwa-sun (김화순?; 12 aprile 1962) è un'ex cestista sudcoreana.

## Carriera
Con la Corea del Sud ha disputato due Olimpiadi (1984, 1988) e due Campionati del mondo (1983, 1986).